# Лукас (фільм)
«Лукас» (англ. Lucas) — американська молодіжна спортивна трагікомедія 1986 року режисера Девіда Зельцера за власним сценарієм.

## Сюжет
Лукас Блай, чотирнадцятирічний незвичайно обдарований, незважаючи на походження з сім'ї
алкоголіків, вундеркінд, навчається разом з старшими за нього на два роки учнями і через те, що він не такий як всі, зазнає насмішок, особливо з боку гравців шкільної футбольної команди, серед яких своїми нападками на Лукаса виділяється Бруно. Добре, що Лукас може розраховувати на захист з боку іншого гравця Кеппі Роу, якому він допоміг з навчанням під час його хвороби.
Одного разу Лукас знайомиться з новенькою шістнадцятирічною Мегі, одразу відчувши до неї симпатію. Йому здається, що між ними росте сильне почуття, та Мегі, роззнайомившись з учнями, звертає свою увагу на Кеппі, і той, розставшись зі своєю дівчиною Еліс, відповідає їй взаємністю. Лукасу ж Мегі пропонує залишатися друзями.
Лукас розуміє, що дівчата завжди звертатимуть свою увагу на сильних і успішних, і вступає до футбольної команди, але через його вік та фізичний розвиток його бажання не сприймають серйозно в команді, а директор школи забороняє йому займатися футболом до того часу, поки не буде згоди батьків Лукаса.
Та наступного дня під час футбольного матчу Лукас, спровокувавши тренера їхньої команди, виходить на поле і, втративши шолом, отримує серйозне ушкодження. Мегі, Кеппі та однокласниця Лукаса Ріна намагаються зв’язатися з батьками Лукаса. Ріна показує Мегі та Кеппі будинок Лукаса — це напівзруйнований трейлер на звалищі, де Лукас живе зі своїм батьком-алкоголіком, і розказує, що Лукасу самому доводиться у вільний час заробляти на життя.
Меггі відвідує Лукаса в лікарні і вмовляє його більше ніколи не грати у футбол. Лукас обіцяє, і вони миряться. Після одужання Лукас повертається до школи і знаходить у своїй шафці командний піджак із своїм іменем і номером на спині, а всі учні в коридорі аплодують йому.

## У ролях
| Актор            | Роль             |
| ---------------- | ---------------- |
| Корі Хаїм        | Лукас Блай       |
| Керрі Грін       | Мегі             |
| Чарлі Шин        | Кеппі Роу        |
| Кортні Торн-Сміт | Еліс             |
| Вайнона Райдер   | Рина             |
| Том Ходжес       | Бруно            |
| Гай Бойд         | тренер           |
| Джеремі Півен    | Спайк            |
| Ґері Коул        | помічник тренера |

## Критика
Фільм отримав схвальні відгуки. На Rotten Tomatoes фільм отримав оцінку 76% на основі 21 відгуків від критиків і 70% від більш ніж 10 000 глядачів.
Корі Хаїм за роль Лукаса Блая отримав нагороду «Молодий актор» як найкращий молодий актор в художньому фільмі, а Керрі Грін була номінована на цю ж нагороду як найкраща молода акторка.